# Фридерика Августа Ангальт-Бернбургская
Фридерика Августа София Ангальт-Бернбургская (нем. Friederike Auguste Sophie von Anhalt-Bernburg; 28 августа 1744, Бернбург — 12 апреля 1827, Косвиг) — княгиня Ангальт-Цербстская, регент Евера с апреля 1793 по октябрь 1806 года.

## Биография
Принцесса Фридерика Августа София была третьей дочерью Виктора II Фридриха Ангальт-Бернбургского и Альбертины Бранденбург-Шведтской (1712—1750). По линии отца была внучкой Карла Фридриха Ангальт-Бернбургского и Софии Альбертины Сольмс-Зонненвальдской (1672—1708), по линии матери — маркграфа Альбрехта Фридриха Бранденбург-Шведтского и Марии Доротеи Курляндской.
22 мая 1764 года в Балленштедте Фридерика Августа София стала второй супругой Фридриха Августа Ангальт-Цербстского (1734—1793), брата российской императрицы Екатерины II. Из-за политических трений с Пруссией с 1758 года князь Ангальт-Цербстский не проживал на территории княжества. В 1765 году супруги поселились в Базеле. Здесь принцесса общалась с швейцарскими политическими деятелями Исааком Изелином (1728—1782) и Петером Оксом (1752—1821). Последний посвятил ей первый том своей книги «Geschichte der Stadt und Landschaft Basel» (1786).
В 1780—1791 годах Фридерика Августа проживала отдельно от супруга, который переехал в Люксембург. В 1793 году Фридрих Август скончался. Их брак был бездетен, поэтому владения умершего супруга были разделены между его родственниками. Евер был унаследован его сестрой, императрицей Екатериной. Фридерика была назначена регентом от имени Екатерины в апреле 1793 года. Она действовала как активный правитель и осуществила много реформ. Княгиня была вынуждена отказаться от управления, когда Евер в октябре 1806 года был оккупирован Наполеоном I.
Фридерика Августа провела свою оставшуюся жизнь вместе с сестрой Кристиной Шварцбург-Зондерсгаузенской (1746—1823) в Косвиге. Она умерла бездетной 12 апреля 1827 года.

## Награды
- Орден Святой Екатерины 1 степени (в 1764 году; пожалован императрицей Екатериной II[2])